# Pagurus parvus
Pagurus parvus is een tienpotigensoort uit de familie van de Paguridae. De wetenschappelijke naam van de soort is voor het eerst geldig gepubliceerd in 1892 door Benedict.